# 紅樹湾駅
紅樹湾駅（こうじゅわん-えき）は中華人民共和国深圳市南山区に位置する蛇口線の駅。

## 駅構造
- 島式ホーム1面2線を有する地下駅。ホームドア設置。

| 蛇口線ホーム (B2F) | ←■蛇口線 赤湾方面 |
| 蛇口線ホーム (B2F) | 島式ホーム        |
| 蛇口線ホーム (B2F) | ■蛇口線 新秀方面→ |

## 歴史
- 2010年12月28日 - 開業。

## 隣の駅
■蛇口線
科苑駅 - 紅樹湾駅 - 世界之窓駅